# Прокопий Георгандопулос
Прокопий (на гръцки: Προκόπιος, Прокопиос) е гръцки духовник, неакринийски и каламарийски митрополит от 1974 година.

## Биография
Роден е в 1932 година в Пирея, Гърция със светското име Антониос Георгандопулос (Αντώνιος Γεωργαντόπουλος). Завършва богословие в Атинския университет. Ръкоположен е за дякон през 1956 г. и за презвитер през 1960 година. През 1974 г. Светият Синод го избира за пръв неакринийски и каламарийски митрополит.
Умира след дълга хоспитализация на 6 април 2015 г. в 424 военна болница в Солун.